# Danyang (Jiangsu)
Danyang (vereenvoudigd Chinees: 丹阳; traditioneel Chinees: 丹陽) is een stad en een arrondissement in de prefectuur Zhenjiang in de Chinese provincie Jiangsu. Bij de volkstelling van 2020 had de stad zelf 792.584 inwoners, het arrondissement had 988.900 inwoners.
De stad Danyang zelf, eigenlijk een satellietstad van Zhenjiang, ligt iets zuidelijker, niet direct aan de oevers van de Yangtze.
In de stad wordt Wuyu en Jianghuai-Mandarijn gesproken. De stad ligt op de linguïstische taalgrens van beide taalgebieden.
Danyang is bekend van de productie van optische lenzen gebruikt in brillen en zonnebrillen. Spectacles City, gebouwd in 1986 en gelegen in Danyang, is een van de grootste brillenhandelscentra in China. Het heeft een oppervlakte van meer dan 32.000 vierkante meter.
Ten noorden van de stad ligt in oost-westelijke richting de Danyang–Kunshan-brug, sinds zijn bouw in 2011 de langste brug ter wereld. Over de brug loopt de hogesnelheidslijn Peking-Shanghai. Het westelijke bruggenhoofd van de brug ligt iets ten noordwesten van Danyang.

## Geschiedenis
Tijdens de periode van de vier Zuidelijke Dynastieën (Nan Chao) van 420 tot 589 toen de nationale hoofdstad van China in Jiankang (het huidige Nanjing) was, was Danyang de verblijfplaats van de keizers van de Zuidelijke Qi- (479-502) en Liang-dynastieën (502-557), die op het platteland buiten de stad werden begraven. Tegenwoordig zijn nog elf van deze keizerlijke graven van de Zuidelijke Dynastieën bewaard gebleven, gelegen ten oosten en noordoosten van de stad. Ze zijn opmerkelijk voor hun unieke stenen beelden van mythische dieren die het heilig pad (shen dao) leidend naar elk keizerlijk graf markeren.